# Lysimachia filifolia
Lysimachia filifolia är en viveväxtart som beskrevs av Charles Noyes Forbes och Lydgate. Lysimachia filifolia ingår i släktet lysingar, och familjen viveväxter. Inga underarter finns listade i Catalogue of Life.

## Bildgalleri

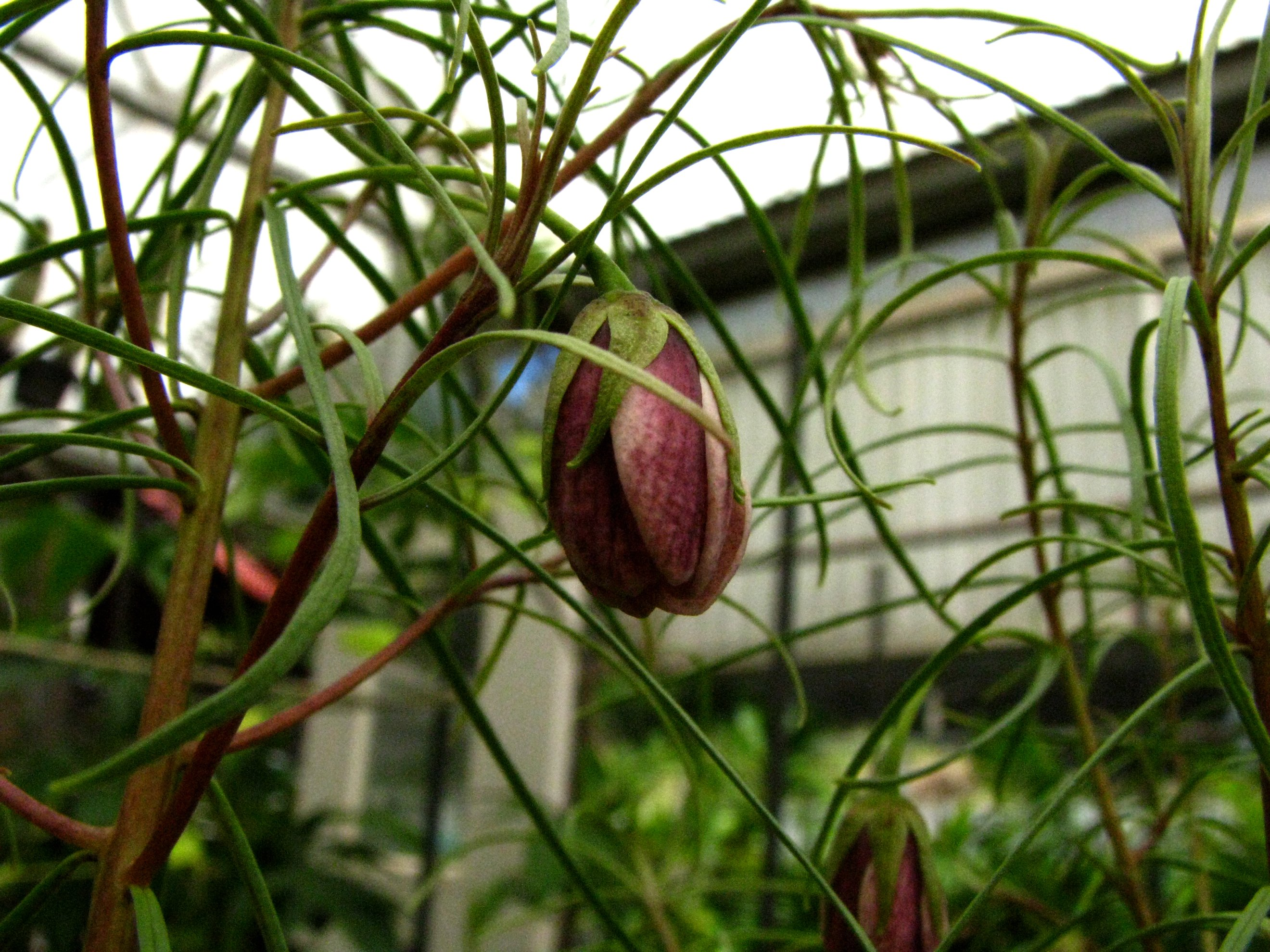